# Міжнародна спілка архітекторів
Міжнародна спілка архітекторів (МСА, фр. Union internationale des Architectes, або UIA) — міжнародна неурядова організація, яка представляє понад мільйон архітекторів в 124 країнах. МСА була заснована в Лозанні, Швейцарія, в 1948 році. Генеральний секретаріат розташований в Парижі. Вона визнана ,  як єдина галузева асоціація самої Організацією Об'єднаних Націй, в тому числі ЮНЕСКО, ЦНПООН, ESOSOC, ЮНІДО і Всесвітньою організацією охорони здоров'я, а також СОТ. Всесвітній день архітектури святкується в перший понеділок жовтня.

## Мета
Мета спілки — створення сприятливих умов життя людей, висуваючи рекомендації по реконструкції старих і будівництву нових міст і сіл, їх благоустрою.
МСА бореться також за підвищення художніх, функціональних і інженерно-технічних якостей творів архітектури.

## Структура
Найвищий орган МСА — Генеральна асамблея, що скликається кожні 2 роки. Асамблея обирає Виконавчий комітет у складі 21 члена і бюро. МСА має постійні робочі комісії і робочі групи, свої раду і Секретаріат.
Спілка має консультативний статус при ЮНЕСКО, Економічній і соціальній раді ООН, підтримує зв'язки з Всесвітньою організацією охорони здоров'я.

## Конгреси й вибори президентів організації
Спілка організовує Всесвітні конгреси архітекторів, які відбуваються раз на чотири роки. Перший Всесвітній конгрес архітекторів (установчий) відбувся 1948 в Лозанні.
На Всесвітніх конгресах архітекторів обираються президенти організації. Термін їхніх повноважень складає чотири роки. 
У зв’язку з пандемією Covid-19 запланований на 2020 27-й Всесвітній конгрес архітекторів у Ріо-де-Жанейро було перенесено на 2021. Він відбувся 18–22 липня 2021 в онлайн-форматі. Відповідно, повноваження обраного 2017 президента Томаса Воньє (США) було подовжено на один рік, а термін повноважень обраного 2021 президента Хосе Луїса Кортеса (Мексика) скорочено на один рік. 
На 28-му Всесвітньому конгресі архітекторів (Копенгаген, 2–6 липня 2023) президенткою МСА на каденцію 2023–2026 обрано Регіну Ґонтір (Швейцарія) — третю жінку на чолі МСА в історії цієї організації.

## Виноски
1. ↑  Сторінка UIA. Архів оригіналу за 9 жовтня 2009. Процитовано 9 листопада 2009.